# 同等学力申硕
同等学力申硕（全称“同等学力人员申请硕士学位”），也称“五月同等学力”，是一种非全日制的读研（获取硕士学位）形式。

## 概述
同等学力申硕指虽然没有研究生学历，但具备了和研究生同一个等级（或可以看作是同一个等级）的学习能力、技能水平的人员按照有关规定向高校申请硕士学位的一种在职研究生形式。

## 基本流程
同等学力人员通过各种研究生课程进修班或自学等其它方式学习研究生课程，并通过学位授予单位组织的课程考试和国家组织的同等学力人员申请硕士学位外国语水平和学科综合水平全国统一考试，撰写论文并通过答辩后获得硕士学位。